# Пикус

Пикус на карте штата.

Пикус (порт. Picos) — муниципалитет в Бразилии, входит в штат Пиауи. Составная часть мезорегиона Юго-восток штата Пиауи. Входит в экономико-статистический микрорегион Пикус. Население составляет 73 414 человек на 2010 год. Занимает площадь 577,304 км². Плотность населения — 127,17 чел./км².

## Демография
Согласно сведениям, собранным в ходе переписи 2010 г. Национальным институтом географии и статистики (IBGE), население муниципалитета составляет:
| Полное население                               | Полное население                               | Полное население                               | Полное население                               | 73 414 |
| ---------------------------------------------- | ---------------------------------------------- | ---------------------------------------------- | ---------------------------------------------- | ------ |
| в том числе:                                   | Городское население                            | 58 307                                         | Процент городского населения, %                | 79,42  |
|                                                | Сельское население                             | 15 107                                         | Процент сельского населения, %                 | 20,58  |
|                                                | Мужское население                              | 35 061                                         | Процент мужского населения, %                  | 47,76  |
|                                                | Женское население                              | 38 353                                         | Процент женского населения, %                  | 52,24  |
| Плотность населения, чел/км²                   | Плотность населения, чел/км²                   | Плотность населения, чел/км²                   | Плотность населения, чел/км²                   | 127,17 |
| Население муниципалитета в % к населению штата | Население муниципалитета в % к населению штата | Население муниципалитета в % к населению штата | Население муниципалитета в % к населению штата | 2,35   |

По данным оценки 2016 года, население муниципалитета составляет 76 544 жителя.

## История
Город основан 12 декабря 1890 года.

## Статистика
- Валовой внутренний продукт на 2005 год составляет 375 152 000,00 реалов (данные: Бразильский институт географии и статистики).
- Валовой внутренний продукт на душу населения на 2005 год составляет 5352,43 реалов (данные: Бразильский институт географии и статистики).
- Индекс развития человеческого потенциала на 2000 год составляет 0,703 (данные: Программа развития ООН).

## География
Климат местности: тропический.